# Zanieczyszczenie środowiska

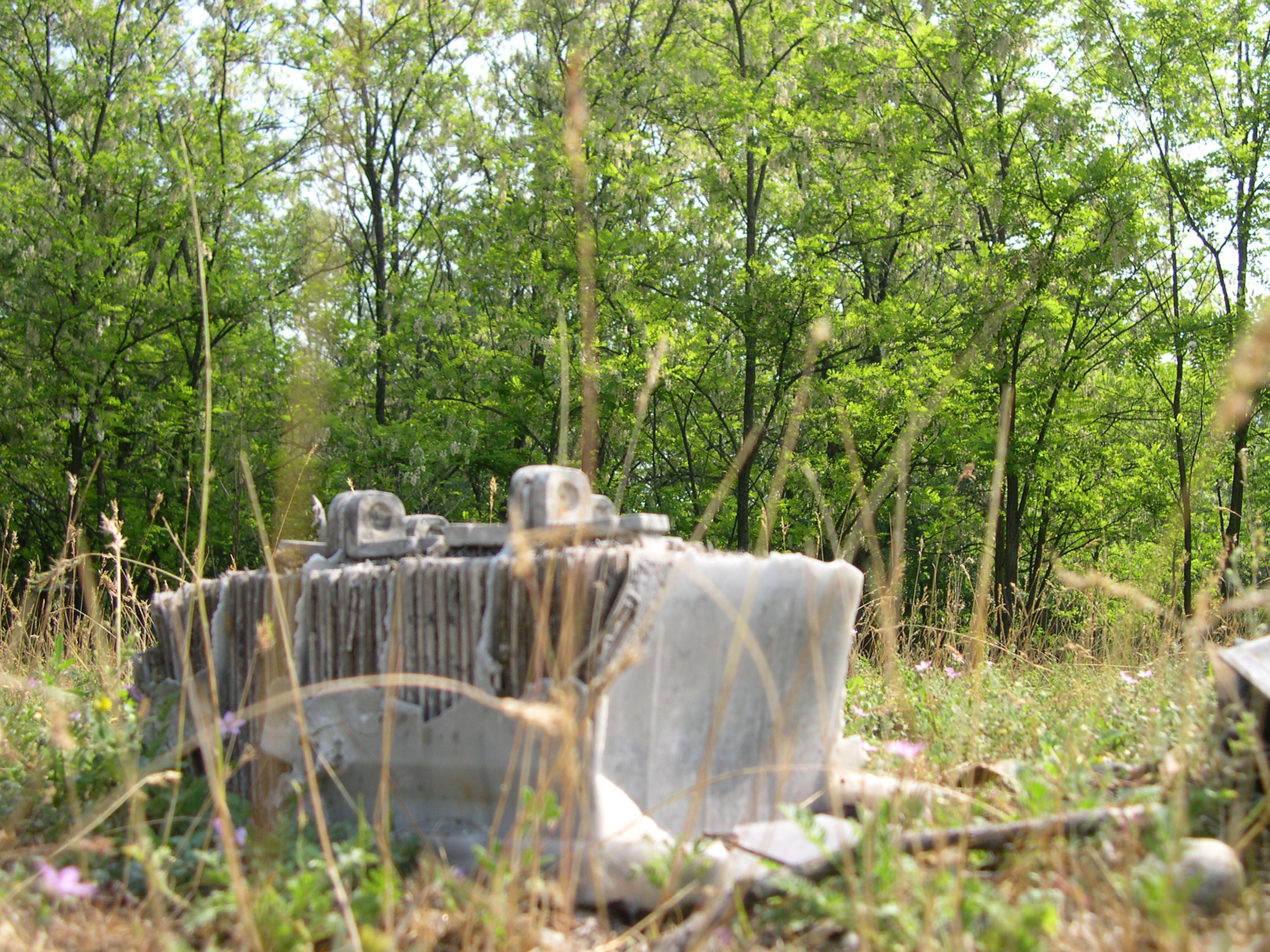
Porzucony akumulator samochodowy – przykład zanieczyszczenia gleby

Zanieczyszczenie środowiska — stan środowiska wynikający z wprowadzania do powietrza, wody lub gruntu, substancji stałych, ciekłych lub gazowych lub energii w takich ilościach i takim składzie, że może to ujemnie wpływać na zdrowie człowieka, przyrodę ożywioną, klimat, glebę, wodę lub powodować inne niekorzystne zmiany, np. korozję metali.

## Źródła zanieczyszczeń
Zanieczyszczenie środowiska może być spowodowane przez źródła naturalne (np. wulkany) lub sztuczne (antropogeniczne – spowodowane działalnością człowieka), które następuje w wyniku niezamierzonej, ale systematycznej działalności człowieka, polegającej na ciągłej emisji czynników degradujących środowisko lub jest następstwem awarii będącej przyczyną nagłego uwolnienia zanieczyszczeń.
Oceny stanu środowiska dokonuje się w odniesieniu do stanu naturalnego bez względu na to, czy jego zmiany są spowodowane przez substancje lub oddziaływania, dla których ustalono poziom stężeń dopuszczalnych.

## Rodzaje zanieczyszczeń środowiska
Zanieczyszczenia środowiska dzielą się na:

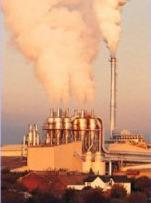
Fabryka zanieczyszczająca powietrze

- Zanieczyszczenie powietrza – występowanie w atmosferze różnych substancji w takiej koncentracji i przez tak długi czas, że prowadzi do szkodliwych konsekwencji dla zdrowia lub samopoczucia ludzi, dla organizmów żywych albo do uszkodzeń obiektów nieożywionych (np. przez korozję).

Główne zanieczyszczenia powietrza: dwutlenek siarki (SO2), tlenki azotu (NOx), tlenek węgla (CO), ozon troposferyczny (O3), ołów (Pb), pyły.
- Zanieczyszczenia wody – zmiany cech fizycznych, chemicznych i biologicznych, uniemożliwiające wykorzystanie wód do celów pitnych lub gospodarczych.

Główne zanieczyszczenia wód: pestycydy, węglowodory, fenole, metale ciężkie.

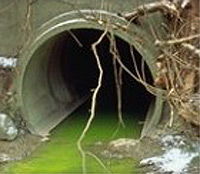
Rura ściekowa i wypływające z niej ścieki

- Zanieczyszczenia gleby – zmiana cech gleby uniemożliwiająca jej normalne użytkowanie.

Główne zanieczyszczenia gleby: metale ciężkie, nawozy sztuczne.
- Skażenia promieniotwórcze – to skażenie wody, gleby lub powietrza substancjami promieniotwórczymi powstałe przeważnie podczas awarii urządzeń jądrowych (np. elektrowni jądrowej), wybuchu bomby atomowej[5] itp.

- Zanieczyszczenie hałasem to zanieczyszczenie spowodowane dużą emisją hałasu przez urządzenia mechaniczne np. maszyny budowlane, środki transportu – takie jak samoloty, samochody, instalacje nagłośnieniowe, muzak, klimatyzatory, systemy wentylacyjne itp. Jest typowe dla środowiska miejskiego[6].
- Zanieczyszczenie krajobrazu polega na zmniejszeniu wartości estetycznych otoczenia przez ingerencję człowieka, np. hałdy.
- Zanieczyszczenie światłem to emisja światła, która przeszkadza m.in. w funkcjonowaniu człowieka, w obserwacjach astronomicznych czy w żerowaniu zwierzętom.

## Skutki zanieczyszczenia środowiska

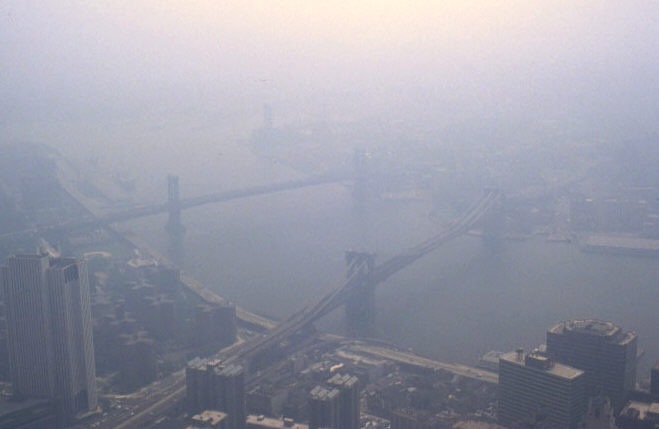
Smog (Nowy Jork) jest jednym z przykładów zanieczyszczenia środowiska

Rocznie z powodu zanieczyszczenia wody i powietrza umiera 6 mln ludzi.
Najpoważniejszymi dotychczas odczuwanymi przez ziemskie organizmy żywe skutkami degradacji środowiska są:
- Globalne ocieplenie
- Dziura ozonowa
- Smog
- Kwaśne deszcze
- Ozon przygruntowy
- Hałas
- Odory (niepożądane zapachy)

Globalne ocieplenie to stopniowe podnoszenie średniej globalnej temperatury spowodowane przez emisję do atmosfery dużych ilości tzw. gazów cieplarnianych tj. dwutlenku węgla, ozonu oraz freonów. Skutkuje to topnieniem lodowców, przesuwaniem się stref klimatycznych na północ, wymieraniem gatunków, gwałtownymi zmianami pogody oraz częstszym występowaniem zjawisk ekstremalnych (fale upałów, susze, huragany, trąby powietrzne, gradobicia). Jak wynika z najnowszego raportu IPCC, z 95-procentowym prawdopodobieństwem globalne ocieplenie jest związane z emisjami gazów cieplarnianych przez człowieka. 
Dziura ozonowa jest spowodowana głównie przez emisję freonów oraz tlenków azotu. Powłoka ozonu w górnych warstwach atmosfery (przy powierzchni ziemi ozon jest szkodliwy) chroni organizmy żywe przed szkodliwym promieniowaniem UV. Bez tej powłoki istnienie życia na lądzie byłoby niemożliwe. Największy ubytek ozonu notowany jest nad Antarktydą. Skutkami ubytku ozonu są: częstsze poparzenia skóry, częstsze występowanie raka skóry, uszkodzenie wzroku oraz niższe plony (ponieważ promieniowanie UV uszkadza chlorofil).
Smog jest spowodowany przez emisję głównie spalin i pyłów do atmosfery przez samochody oraz zakłady przemysłowe. Tworzy się przeważnie nad dużymi metropoliami. Smog może doprowadzić do lokalnego opadu kwaśnego deszczu. Skutki smogu to przeważnie niszczenie elewacji budynków, pomników itp., gorsze samopoczucie, niższy poziom zdrowia mieszkańców, alergie oraz astma. Miasta borykające się z problemem smogu to np.: Tokio, Ateny, Los Angeles, Pekin.
Kwaśne deszcze są spowodowane przez emisję do atmosfery głównie tlenków siarki i tlenków azotu. W kontakcie z wodą tworzą silne kwasy: kwas siarkowy oraz kwas azotowy. Kwaśne deszcze występują głównie w rejonach silnie zurbanizowanych. Mają bardzo negatywny wpływ na środowisko powodując m.in. niszczenie budynków, niszczenie lasów (Karkonosze) oraz zakwaszanie gleby.
Hałas jest spowodowany głównie przez środki transportu, urządzenia techniczne, ale także zachowania społeczne powodujące nieustanną emisję dźwięków w otoczeniu. Uszkodzenia słuchu są najstarszą i najpowszechniejszą chorobą zawodową w Polsce. Konsekwencją hałasu są również zaburzenia organiczne oraz agresja, depresja i inne.
Odory (niepożądane zapachy) są skutkiem obecności w powietrzu zanieczyszczeń pobudzających receptory węchowe (odoranty). Najczęściej są to mieszaniny bardzo wielu różnych związków, występujących w bardzo małych ilościach. Ich oddziaływanie na zdrowie ludzi ma zwykle charakter psychosomatyczny. Rozwiązywanie problemów związanych z uciążliwością zapachową (zobacz – standardy zapachowej jakości powietrza) wymaga stosowania specyficznych metod analitycznych (analiza sensoryczna, olfaktometria).

## Przeciwdziałanie

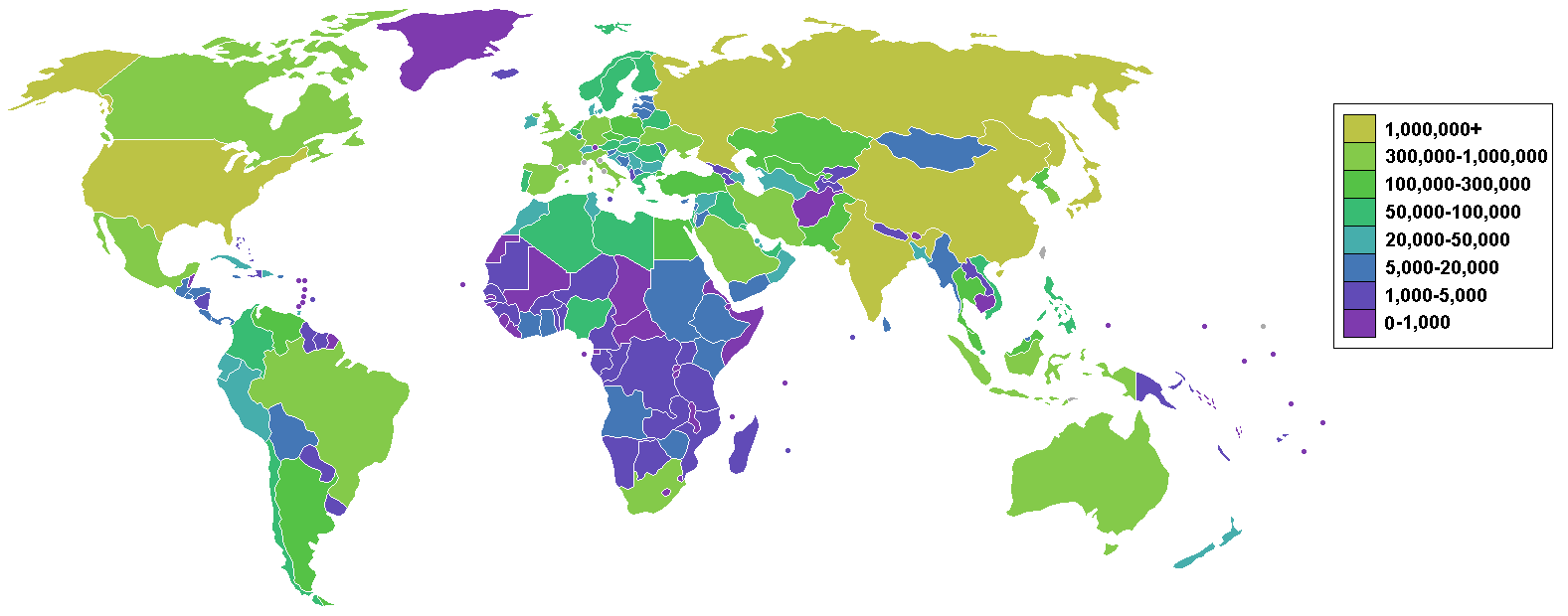
Państwa emitujące najwięcej CO_{2}

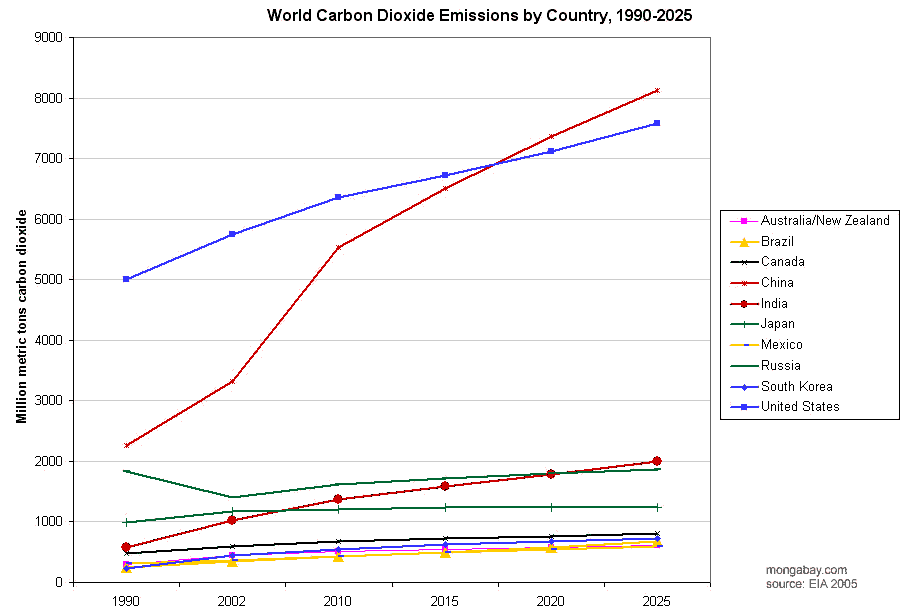
Obecna i planowana emisja dwutlenku węgla przez najbardziej uprzemysłowione państwa świata

Wiele państw zdecydowało się zapobiegać powstawaniu zanieczyszczeń poprzez wdrażanie polityki ekologicznej. Za realizację polityki ekologicznej w rządzie odpowiadają ministerstwa środowiska, a koordynacją prac parlamentarnych zajmują się komisje ochrony środowiska (w Polsce to Komisja Ochrony Środowiska, Zasobów Naturalnych i Leśnictwa Sejmu i Komisja Środowiska Senatu). Wdrażają one postanowienia wewnętrznych przepisów ochrony środowiska i prawa międzynarodowego w dziedzinie ochrony środowiska, m.in. Protokołu z Kioto (w tym Polska). Jednak najwięksi truciciele nadal go nie ratyfikowały – m.in. USA i Chiny, choć rosnąca świadomość ekologiczna społeczeństw powoduje wdrażanie coraz bardziej restrykcyjnych przepisów ekologicznych.

## Polska
Najbardziej zanieczyszczonym rejonem w Polsce jest Wyżyna Śląska. Jest to spowodowane dużym zagęszczeniem przemysłu ciężkiego. Występują tu silne zanieczyszczenia powietrza, których skutkiem jest zmniejszenie natężenia promieniowania słonecznego i zwiększenie zachmurzenia. W Górnośląskim Okręgu Przemysłowym na 1 km² opada ok. 1000 t pyłów rocznie. Zgodnie z przyjętymi normami wskaźnik ten nie powinien przekraczać 200 g/m²/rok (200 t/km²/rok).

### Przeciwdziałanie zanieczyszczeniom
Działania, które należy podjąć by przeciwdziałać zanieczyszczeniom środowiska naturalnego:
- recykling,
- zmniejszenie emisji dwutlenku węgla czy pyłów do atmosfery,
- ograniczenie użycia paliw kopalnych,
- promowanie zielonej gospodarki, w tym sektora odnawialnych źródeł energii (elektrownia słoneczna, elektrownia wiatrowa itp.),
- produkcja towarów nadających się do powtórnego użytku[15].